# Aragóniai Frigyes lunai gróf
Aragóniai Frigyes (Szicília, 1400/02/03 – Ureña, Kasztília, 1438. május 29.), katalánul: Frederic de Luna/Frederic d’Aragó i de Sicília, spanyolul: Fadrique de Luna/Fadrique de Aragón, olaszul: Federico de Luna/Federico d'Aragona, latinul: Fridericus Aragonius Luna comes, Luna és Jérica (Xèrica) grófja, Quinto bárója, Sogorb (Segorbe) és Pedrola ura. I. (Ifjú) Márton szicíliai király természetes fia, Aragóniai Péter és Aragóniai Márton szicíliai királyi hercegek, valamint Aragóniai Jolán nieblai grófné féltestvére. Aragóniai és szicíliai trónkövetelő 1410 és 1412 között, az öt jelölt egyike az aragón királyi ház trónörökösödési háborújában. A Barcelonai-ház aragón királyi ágának utolsó, törvényesített férfi tagja.

## Élete
I. (Ifjú) Márton szicíliai királynak Tarsia Rizzari cataniai úrnővel folytatott házasságon kívüli viszonyából származó fia. Ifjú Mártonnak 1402-ben a Blanka navarrai infánsnővel kötött házasságával meg kellett oldani a házasságon kívül született gyermekeinek a sorsát is, amelynek elrendezését édesanyja vállalta magára. A kényes feladatot egy barcelonai kereskedőre és királyi tanácsosra, Francesc de Cassassajára bízta. 1403. szeptember 21-én írt neki, és megbízta azzal, hogy vigye őket Aragóniába, és helyezze őket az édesanyjának, Luna Mária aragóniai királynénak, Lope lunai gróf és Briande d'Agoult lányának a felügyelete alá. A két kis királyi sarj, Frigyes és nővére, Aragóniai Jolán, akinek Agatuccia Pesce volt az anyja ettől fogva a nagyanyjuk gondjaira lett bízva, és az aragóniai udvarban nevelkedtek. Ifjú Martin király lépéseket is tett a törvényesítésük érdekében.
Ifjú Márton király 1405-ben hazalátogatott szülőföldjére, Aragóniába. Édesanyját, Mária királynét már 13 éve nem látta, míg apjával Idős Márton királlyal is nyolc éve találkozott utoljára. A látogatás nem volt hosszú, de szüleit, szülőföldjét és gyerekeit is ekkor látta utoljára.
Idős Márton, a nagyapa 1409. április 14-én törvényesíttette az unokáit, Ifjú Márton, az apa pedig a végrendeletében megtette a fiát anyai birtokainak örökösévé, a leendő Luna grófjává és Segorb urává, és azt szerette volna, hogy a szicíliai trónt örökölné, ha nem születne törvényes fia, miután a Blankával kötött házasságából származó egyetlen fia is meghalt 1407 augusztusában, és több törvényes gyermeke nem született.
Ifjú Márton váratlan halála 1409. július 25-én mély válságot idézett elő az aragóniai uralkodóházban, melyet apja és utóda a szicíliai trónon, Idős Márton király már nem tudott megoldani. A házasságon kívül született fiát, Frigyest bár törvényesítették, nem  sikerült utódául jelölnie sem neki, sem apjának, így idős Márton is úgy halt meg a következő évben, 1410-ben, hogy az utódlás kérdését nyitva és megoldatlanul hagyta.
Ezután öt trónkövetelő jelentkezett az aragón trónra, köztük az unokája is, de Idős Márton törvényesített unokáját egyik meghatározó szerepű özvegy királyné: sem Idős Márton özvegye, Prades Margit aragóniai királyné, sem Ifjú Márton özvegye, Blanka szicíliai királyné sem támogatta, mint ahogy a másik özvegy aragón királyné, Bar Jolán unokáját, III. Lajost, Anjou hercegét sem, ezért végül két jelölt maradt csak állva az aragón trónöröklési harcban: egyrészről az aragón királyi ház feje, II. Jakab urgelli gróf (1480–1433), Aragónia főkormányzója, aki szintén magának követelte a trónt, Idősebb Márton király halála után megakadályozta Frigyest a trón elfoglalásában. Frigyes törvénytelen származása ellenére a hátránya az volt, hogy még kiskorú volt. Urgelli Jakab Idős Márton király sógora is volt egyben, aki hamar kiejtette az öt jelölt közül a még esélyest, a Barcelonai-ház másik jelöltjét, Alfonz gandiai herceget. Másik esélyes trónjelölt Ferdinánd kasztíliai infáns, Kasztília régense, és az elhunyt király unokaöccse volt.  Végül kétéves ádáz küzdelem után a Caspei Megegyezés értelmében Idős Márton spanyol unokaöccse, a kasztíliai régens, Ferdinánd infáns foglalta el az aragón trónt, és ezzel véget ért a katalán eredetű Barcelonai-ház uralma Aragóniában, és a katalánokkal szemben a spanyolok kerültek túlsúlyba Aragónia kormányzásában, amely előrevetítette a két királyság perszonálunióját, majd teljes egyesülését.
Frigyes felesége Jolán Lujza (1403 után–1467) volt, akinek a szülei Acard Pere de Mur, Albi bárója, Cagliari és Gallura kormányzója Szardíniában, valamint Elfa cardonai grófnő voltak, és aki Ponç de Perellós özvegye lett 1426-ban. A házasságot titokban kötötték meg. Violant Lluïsának első házasságából született egy lánya, Elfa de Perellós, akitől voltak utódai. Frigyesnek ebből a házasságból egy fia született, aki feltehetően meghalt a születése után nem sokkal, így Ifjú Mártonnak a fia révén nem maradtak utódai, viszont lánya, Jolán révén számos leszármazottja maradt.
Frigyes viszonyt kezdett feleségének, Jolán Lujzának a húgával, Valentinával, és miután 1430-ban V. Alfonz aragóniai király ellen felkelés tört ki, amelybe Frigyes is belekeveredett, a szerelmeseknek Kasztíliába kellett menekülniük, ahol II. János kasztíliai király védelmébe helyezték magukat. A következő évben, 1431. március 21-én V. Alfonz elkobozta Frigyes aragóniai birtokait. Frigyes 1438. május 29-én a kasztíliai Ureña városában utódok hátrahagyása nélkül halt meg.

## Gyermeke
- Feleségétől, Jolán Lujzától, (1403 után–1467), Albi bárónőjétől, 1 fiú:
  - N. (fiú) (megh. fiatalon)